# گریس لین
گریس لین (انگلیسی: Grace Lin؛ زادهٔ ۱۷ مهٔ ۱۹۷۴) نویسنده و تصویرگر تایوانی-آمریکایی کتاب‌های کودکان است. او مفتخر به دریافت جوایز نیوبری، گیزل و کالدکوت شده است و به‌خاطر مشارکت و حمایت از حضور و تنوع آسیایی-آمریکایی‌ها در ادبیات کودکان شناخته می‌شود. او بیش از ۲۵ کتاب منتشر کرده است. بیشتر آثار او شخصیت‌های جوان آسیایی و آسیایی-آمریکایی را در هر دو محیط روزمره و خیالی به تصویر می‌کشند.

## زندگی و تحصیلات
گریس لین در سال ۱۹۷۴ در نیوهارتفورد، در یک خانوادهٔ تایوانی-آمریکایی به دنیا آمد. پدر و مادرش جر-شانگ لین، پزشک، و لین-لین لین، گیاه‌شناس هستند. او دوران کودکی خود را در شمال ایالت نیویورک با دو خواهرش، بئاتریس و آلیس، گذراند. در مدرسه ابتدایی‌شان، او و خواهرانش تنها دانش‌آموزان آسیایی بودند. لین از کودکی شروع به کتاب‌سازی کرد و در کلاس هفتم، در یک مسابقه ملی کتاب برای دانش‌آموزان شرکت کرد و مقام چهارم و ۱۰۰۰ دلار جایزه برد.
او بعدها به مدرسه طراحی رود آیلند رفت و در سال ۱۹۹۶ با مدرک کارشناسی هنرهای زیبا (بی‌اف‌ای) در رشته تصویرگری کتاب کودک فارغ‌التحصیل شد.

## دوران حرفه‌ای
پس از فارغ‌التحصیلی از رود آیلند و عدم موفقیت در جلب توجه ناشران، لین در یک شرکت تولیدکنندهٔ لوازم هدیه مشغول به کار شد و در آنجا به طراحی تی‌شرت و ماگ پرداخت. پس از گذشت چند سال، او از آن شغل اخراج شد و تصمیم گرفت رؤیای خود را برای نویسندگی و تصویرگری کتاب‌های کودکان دنبال کند. پس از اینکه یک ویراستار ارشد در انتشارات چارلز بریج نمونه‌ای از کارهای تصویرگری لین را دید، با او تماس گرفت و پرسید که آیا داستانی برای همراهی با این تصاویر دارد یا خیر. در آن زمان، لین داستان آماده‌ای نداشت اما به آن ویراستار گفت که داستانی در اختیار دارد. در نهایت، او داستانی متناسب با این نمونه‌ها خلق کرد و در نهایت اولین کتاب خود، سبزیجات زشت را در سال ۱۹۹۹ منتشر کرد. از آن زمان، او بیش از ۲۵ کتاب منتشر کرده که تصویرگری بسیاری از آن‌ها را خودش انجام داده است. لین همچنان به نوشتن و تصویرگری ادامه می‌دهد و برخی از آثارش در آرشیو دانشگاه کنتیکت نگهداری می‌شوند.

## زندگی شخصی
گریس لین در سال ۲۰۰۱ با رابرت مرسر، معمار و هم‌دانشگاهی‌اش در مدرسه طراحی رود آیلند، ازدواج کرد. هنگامی که رابرت به سارکوم یوئینگ، نوع نادری از سرطان، مبتلا شد، او و گریس مونترال نقل‌مکان کردند و بنیاد خیریه «برف رابرت: برای درمان سرطان» را بر اساس کتاب کودکان گریس لین به نام برف رابرت تأسیس کردند. لین و مرسر از تصویرگران کتاب‌های کودکان دعوت کردند تا زیورآلات دانه‌های برف چوبی را نقاشی کنند که برای جمع‌آوری پول برای تحقیقات سرطان به حراج گذاشته می‌شدند. این حراج خیریه دو بار برگزار شد و بیش از صد هزار دلار جمع‌آوری کرد. پس از درگذشت مرسر در سال ۲۰۰۷، این بنیاد خیریه تعطیل شد. لین در سال ۲۰۱۰ مجدداً با الکساندر فررون ازدواج کرد و از او صاحب یک دختر به نام هیزل شد که در سال ۲۰۱۲ به دنیا آمد. لین به همراه خانواده‌اش در فلورانس، در ایالت ماساچوست زندگی می‌کند.

## جوایز
لین جوایز ادبی متعددی را برای آثارش کسب کرده است، از جمله جایزه افتخاری نیوبری برای کتاب جایی که کوه به ماه می‌رسد در سال ۲۰۱۰، جایزه تئودور سئوس گیزل برای کتاب لینگ و تینگ: دقیقاً یکسان نیستند! در سال ۲۰۱۱، نامزد نهایی جایزه ملی کتاب برای کتاب هنگامی که دریا نقره‌ای شد در سال ۲۰۱۶ و جایزه افتخاری کالدکوت برای کتاب کیک ماه بزرگ برای ستاره کوچولو در سال ۲۰۱۹.